# Lauquette
Die Lauquette ist ein kleiner Fluss im Süden von Frankreich, der im Département Aude der Region Okzitanien südöstlich der Stadt Carcassonne verläuft.

## Geografie

### Verlauf
Die Lauquette entspringt unter dem Namen Ruisseau de Clariano im südlichen Gemeindegebiet von Fajac-en-Val, entwässert – mit einem Haken im Oberlauf nach Nordost – generell in westlicher Richtung und mündet nach rund 18 Kilometern im Gemeindegebiet von Ladern-sur-Lauquet als rechter Nebenfluss in den Lauquet.

### Orte am Fluss
(Reihenfolge in Fließrichtung)
- Fajac-en-Val
- Mas-des-Cours
- Villefloure
- Ladern-sur-Lauquet

## Sehenswürdigkeiten
- Alte Brücke über den Fluss bei Mas-de-Cours vermutlich aus dem 16. Jahrhundert – Monument historique[4]